# Fanny Berlin
Fanny Berlin, verh. Kaufman oder Kaufmann, (geboren 8. bzw. 15. November 1852 in Wizebsk; gestorben 1896 in Sankt Petersburg) war die erste Frau, die in Europa als Juristin promoviert wurde (Bern, 1878).

## Leben
Fanny Berlins Vater Moses (Moissei Jossifowitsch) war Lehrer, Publizist, Beamter und aktiv in der Petersburger jüdischen Gemeinde. Er versicherte am 18. Oktober 1873 in einem schriftlich abgefassten, versiegelten und notariell beglaubigten „Certificat“, dass er gegen den Studienwunsch seiner Tochter, an welcher Fakultät auch immer, nicht opponiere.
Fanny Berlin immatrikulierte sich am 17. April 1874 an der Universität Bern und schrieb sich als erste Frau überhaupt an der juristischen Fakultät ein. Sie war nicht nur die erste Jus-Studentin, sondern auch die erste Frau, die als Juristin promoviert wurde. Berlin promovierte am 20. Juli 1878 mit ihrem Beitrag zur Condictionenlehre bei Emil Vogt mit summa cum laude. Zeitungen wie die Berliner Tagespost vom 24. Juli 1878 oder der Berner Bund vom 27. Juli 1878 berichteten über den ersten weiblichen Doktor der Rechte. Das Berner Intelligenzblatt mutmaßte, dass dieses juristische Doktorexamen einer Dame eines der ersten an den kontinentalen Hochschulen überhaupt sei. Tatsächlich promovierte die bekannte, als Pionierin hoch geachtete Juristin Emilie Kempin-Spyri erst neun Jahre später, im Juli 1887 in Zürich. Und erst um 1900 wurde etwa den deutschen und österreichischen Frauen überhaupt das Studium an ihren Heimatuniversitäten erlaubt.

## Familie
Bruder Leo Berlin, ebenfalls 1878 in Bern promoviert, widmete seiner „Schwester Fanny Berlin, Doctor juris, liebevoll“ seine Dissertation. Er wurde ein bekannter Strafrechtler. Fanny Berlin heiratete Illarion Ignatjewitsch Kaufman (1848–1916), Ökonom, Banker und Dozent an der Petersburger Universität. Sie wurde ein prominentes Mitglied der St. Petersburger High Society.

## Schriften
- Beitrag zur Condictionenlehre. Dissertation. Bern 1878

## Ehrungen
Eine Büste von Fanny Kaufman-Berlin wurde in der Russischen Kunstakademie in St. Petersburg ausgestellt.